# Kende
Kende (sau kündü) era titlul dat unuia dintre regii dublei monarhii a primei organizări a maghiarilor. Al doilea titlu era cel de gyula, cu funcție de căpetenie militară. Funcția unui kende este considerată a fi una religioasă („prinț sacru”/han). În momentul migrației maghiare către Panonia, kende a fost numit Kurszán. După moartea lui Kurszán într-o incursiune în anul 904, funcția a fost preluată de gyula Árpád, creând o monarhie cu un singur conducător pentru viiotorul Regat al Ungariei. Istoricul Gyula Kristó⁠(en)[traduceți] a fost de părere că Árpád a fost inițial un kende, care a preluat mai târziu funcția de gyula.